# 하얀곰 하푸
《하얀곰 하푸》는 이프로엔터테인먼트에서 제작한 대한민국의 애니메이션으로, 2024년 11월 16일부터 2025년 3월 1일까지 KBS 1TV에서 방영했다.

## 방영 일시
| 방송 채널 | 방송일                            | 방송 시간 |
| --------- | --------------------------------- | --------- |
| KBS 1TV   | 2024년 11월 16일 ~ 2025년 3월 1일 | 종료      |

## 등장 인물
- 하푸
- 하푸 아빠
- 하푸 엄마
- 끼룩이
- 아기 갈매기
- 뭉게
- 물개 친구들
- 무무
- 수리
- 아기 바다거북
- 도도
- 소라
- 우오
- 팽
- 귄
- 팽팽
- 로보

## 목소리 출연
- 정미현: 하푸
- 김성은: 하푸 아빠, 무무, 바다거북, 펭
- 장지연: 끼룩이, 뭉게, 물개, 수리, 소라, 로보

## OST
- 정미현, 김성은, 장지연 아티스트

## 제작진
- 이태헌 책임 프로듀서
- 황정연 황응구 기은주 프로듀서, 연출
- 이프로엔터테인먼트 기획 원작 제작
- 양영준 총괄 감독
- 최리사 오원재 연출
- 오원재 시나리오 / 각본
- 임상준 스토리보드
- 최리사 아트디렉터
- 리제그래픽 디자인
- 김태훈 애니메이션 연출
- 펠릭스스튜디오(주), VIEO ENM 메인프로덕션
- 이희정 영상편집
- Homebody 음악감독
- 2% 작사
- 2% 오직(O.Zic) VERA 이희영 Frqkie Summer 작곡 / 편곡
- 오직(O.Zic), 리쏘 BGM
- 김혜원 사은드디자인
- 김혜원 구교민 믹스마스터링
- 정상빈(KBS미디어) 홈페이지제작
- 이수은 종합편집
- 황은서 자막디자인
- 차한결 조연출
- KBS 기획
- 이프로엔터테인먼트 제작
- 저작권 2024 ~ 2025 이프로엔터테인먼트 All rights reserved.

## 방영 목록
| 화차       | 주제                                 | 방송 일자        |
| ---------- | ------------------------------------ | ---------------- |
| 1화        | 생크림 아일랜드의 하얀곰 하푸        | 2024년 11월 16일 |
| 2화        | 스톤 아일랜드의 사라진 알            | 2024년 11월 23일 |
| 3화        | 씰 아일랜드의 사라진 물고기          | 2024년 11월 30일 |
| 4화        | 씰 아일랜드의 영웅 하푸              | 2024년 12월 21일 |
| 5화        | 샌드 아일랜드의 사라진 현자 바다거북 | 2024년 12월 28일 |
| 6화        | 샌드 아일랜드의 비닐 해파리          | 2025년 1월 4일   |
| 7화        | 허밋 아일랜드의 사라진 여왕          | 2025년 1월 11일  |
| 8화        | 허밋 아일랜드 여왕의 진실            | 2025년 1월 25일  |
| 9화        | 사라진 스노우 아일랜드               | 2025년 2월 1일   |
| 10화       | 블랙 아일랜드                        | 2025년 2월 15일  |
| 11화       | 블랙 아일랜드에서의 탈출 대작전      | 2025년 2월 22일  |
| 최종화(12) | 돌아온 생크림 아일랜드               | 2025년 3월 1일   |

## 결방 및 편성안내
- 2024년 12월 7일: KBS 뉴스특보 윤석열 탄핵 제1차 국회 생중계의 관계로 인해 결방했다.
- 2024년 12월 14일: KBS 뉴스특보 윤석열 탄핵 제2차 국회 생중계의 관계로 인해 결방했다.
- 2025년 1월 4일: 제주항공 2216편 활주로 이탈 사고에 따른 편성 대체로 인해 2시 35분으로 편성했다.
- 2025년 1월 18일: 국악 한마당의 관계로 인해 결방했다.
- 2025년 2월 8일: 2025년 하얼빈 동계 아시안 게임의 관계로 인해 결방했다.
- 2025년 2월 22일: 이수인 동요축제 둥글게 둥글게 방송 편성으로 인해 2시 40분으로 편성했다.